# Rika Ishikawa
Rika Ishikawa (石川 梨華 Ishikawa Rika) es una cantante, actriz y animadora de televisión japonesa, cuyo trabajo se encuentra bajo el paraguas del Hello! Project.

## Historia
Rika Ishikawa pertenece a la 4ª generación de Morning Musume, junto a Ai Kago, Hitomi Yoshizawa y Nozomi Tsuji.Su primera aparición fue en el sencillo "Happy Summer Wedding", en 2000.
Fue miembro del subgrupo Tanpopo.
En 2004 ella junto a Erika Miyoshi y Yui Okada, formaron V-u-den. Isikawa se graduó de Morning Musume el 7 de mayo de 2005. En 2006 participó en la película Sukeban Deka: Codename=Asamiya Saki, la cuarta de la serie "Sukedan Deka". A mediados de 2007 se incorporó al grupo Ongaku Gatas, que compaginó con V-u-den. El 29 de junio de 2008 V-u-den se separó tras el último concierto de su última gira.
Tsunku anunció que quería que Rika Ishikawa, Erika Miyoshi y Yui Okada, siguieran con sus actividades en el Hello! Project, pero como solistas.Actualmente forma el dúo Hangry & Angry con Hitomi Yoshizawa.
Se graduó del Elder Club el 31 de marzo del 2009.

## Grupos del Hello!Project en los que participó
- GRUPOS:

- Morning Musume (2000-2005)
- V-u-den (2004— 2008)
- Ongaku Gatas (2007-presente)
- Hangry & Angry (2008-presente)

- SUBGRUPOS:

- DEF.DIVA (2005—presente)
- Ecomoni (2004—presente)
- Tanpopo (2002—2003)
- Country Musume ni Ishikawa Rika
- ROMANS (2003-2009)
- Morning Musume Otome Gumi (2003—2004)

- SHUFFLE GROUPS:

- 3-nin Matsuri (2001)
- Sexy 8 (2002)
- 7AIR (2003)
- H.P All Stars (2004)